# Selena Dibrowa (Swenyhorodka)
Selena Dibrowa (ukrainisch Зелена Діброва; russisch Зелёная Диброва Seljonaja Dibrowa) ist ein Dorf in der Oblast Tscherkassy nahe dem geografischen Zentrum der Ukraine mit etwa 530 Einwohnern in 230 Haushalten (2008).

Taras-Schewtschenko-Denkmal in Selena Dibrowa

Grab von Kateryna Krassyzka geb. Schewtschenko

Das Dorf existierte bereits zur Zeit der Kiewer Rus, die schriftliche Ersterwähnung stammt allerdings erst aus dem Jahr 1864. Der ukrainische Nationaldichter Taras Schewtschenko, dem im Dorf ein Denkmal errichtet wurde, besuchte des Öfteren seine im Dorf lebende Schwester Kateryna Hryhoriwna Krassyzka geb. Schewtschenko (1804–1848), deren Grab sich noch heute auf dem Dorffriedhof befindet.
Die Ortschaft mit einer Gesamtfläche von 1773 Hektar liegt auf 185 m Höhe am Ufer der Besimenna (Безіменна), einem 16 km langen, rechten Nebenfluss der Wilschanka (Вільшанка), 32 km südwestlich vom ehemaligen Rajonzentrum Horodyschtsche und 90 km südwestlich vom Oblastzentrum Tscherkassy.
Nördlich vom Dorf, im 15 km entfernten Wilschana, verläuft die Territorialstraße T–24–08 und 10 km südlich von Selena Dibrowa verläuft die Fernstraße N 16.
Am 12. Juni 2020 wurde das Dorf ein Teil der neugegründeten Siedlungsgemeinde Wilschana, bis dahin bildete es die gleichnamige Landratsgemeinde Selena Dibrowa (Зеленодібрівська сільська рада/Selenodibriwska silska rada) im Südwesten des Rajons Horodyschtsche.
Am 17. Juli 2020 kam es im Zuge einer großen Rajonsreform zum Anschluss des Rajonsgebietes an den Rajon Swenyhorodka.

## Söhne und Töchter der Ortschaft
- Petro Lebedynzew (Петро Гаврилович Лебединцев; 1820–1896), ukrainischer Historiker, Archäologe, Lehrer, Journalist und religiöser Führer
- Andrij Lebedynzew (Андрій Гаврилович Лебединцев; 1826–1903), ukrainischer Kirchenleiter, Lehrer und Autor
- Feofan Lebedynzew (Феофан Гаврилович Лебединцев; 1828–1888), ukrainischer Lehrer, Historiker, öffentlicher und kirchlicher Aktivist, Schriftsteller, Journalist und Herausgeber
- Fotij Krassyzkyj (1873–1944), ukrainischer Maler
- Dmytro Krassyzkyj (Дмитро Филимонович Красицький; 1901–1989), ukrainischer Schriftsteller